# Aitor Martínez
Artikeln följer den spanska namnseden; faderns efternamn är Martínez och moderns efternamn Rodríguez.
Aitor Martínez Rodríguez, född 22 augusti 1993 i Colmenar Viejo, är en spansk simmare.

## Karriär
Vid ungdoms-OS 2010 i Singapore tog Martínez brons på 50 meter frisim. Vid junior-EM 2011 i Belgrad tog han guld på 50 meter frisim samt var en del av Spaniens kapplag som tog silver på 4×100 meter frisim. Vid junior-VM 2011 i Lima tog Martínez silver på 50 meter frisim.
Vid olympiska sommarspelen 2016 i Rio de Janeiro var Martínez en del av Spaniens kapplag tillsammans med Markel Alberdi, Miguel Ortiz-Cañavate och Bruno Ortiz-Cañavate som slutade på 13:e plats på 4×100 meter frisim. De simmade på tiden 3.16,71, vilket blev ett nytt spanskt rekord.